# Aliança universitária UETW
O Centro da União Europeia em Taiwan (UETW) é uma aliança universitária em Taiwan, financiado pela Comissão Europeia, fundada pela Universidade Nacional de Taiwan (NTU). Sua sede também fica em NTU.

## História
Desde 1998 a União Europeia (UE) começou a estabelecer Centros da União Europeia (variações de nome) em universidades de prestígio em países desenvolvidos em todo o mundo. A partir de 2016, existem 32 centros desse tipo em todo o mundo, como EUA, Canadá, Japão, Coreia do Sul, Austrália, Rússia, Nova Zelândia, Taiwan e Singapura.
2008: O consórcio do Centro da União Europeia em Taiwan (UETW) é composto por sete universidades taiwanesas mais abrangentes / internacionalizadas, a Universidade Nacional de Taiwan (NTU) assinou o Grande Acordo com a Comissão Europeia.
2009: foi fundada a Aliança da universidade UETW.

## Membros

### Área metropolitana de Taipei
1. Universidade Nacional de Taiwan
2. Universidade Nacional Chengchi
3. Universidade Católica Fu Jen
4. Universidade de Tamkang

### Outras áreas
1. Universidade Nacional Chung Hsing
2. Universidade Nacional Sun Yat-sen
3. Universidade Nacional Dong Hwa